# Марс Семпъл Ретърн
Мисията Марс Семпъл Ретърн (на английски: Mars Sample Return Mission) ще бъде космическа мисия, която ще събере скали и образци от прах от Марс и ще ги върне на Земята за анализ. Едно отделно предложение е да бъде съвместен проект между НАСА и ЕКА и е насрочено за 2018 година, а връщането на пробата до Земята се предполага, че стане в периода 2020 – 2022 г.

## Преглед на планираната мисия
Ракетата-носител, с която ще бъде изсрелян апарата зависи от датата на изстрелване. Преди 2018 г. само ракети като Ариана 5, Атлас V и Делта IV могат да изстрелят сондата, но след 2018 г. Арес V също ще бъде довършена и тя може да бъде използвана.
Мисията ще се състои от спускаема сонда и орбитален апарат и вероятно от ровър. Орбиталния апарат трябва да пренесе другите компоненти и да върне пробата на Земята.
Ровърът трябва да събере проби от скалите и пясъка на Марс, като за целта ще използва множество инструменти създадени от учените от НАСА и ЕКА. Ако той се провали, най-вероятно спускаемата сонда ще разполага с роботизирана ръка и ще може да събере проби. Сондата може да разполага и с уред, с който да сондира материал от вътрешността на планетата.
Върнатите проби ще бъдат постижение за науката и ще могат да бъдат анализирани подробно. Ще бъдат излседвани за следи от живи или мъртви организми.